# Kidin-Ninua
Kidin-Ninua o Šu-Ninua (dependiendo de la lectura de los restos fragmentarios que nos han quedado de su nombre), rey de Asiria (1615 a. C. - 1602 a. C.).
Hijo del rey Bazaia. Con su ascenso al trono se restableció la línea sucesoria dentro de la descendencia del rey Adasi, interrumpida por el gobierno de Lullaia, un hijo de nadie, o sea, usurpador. La Crónica real asiria le atribuye catorce años de reinado. No conocemos otros hechos de su gobierno.
Le sucedió su hijo Šarma-Adad II.
| Predecesor: Lullaia | Rey de Asiria 1615 a. C.-1602 a. C. | Sucesor: Šarma-Adad II |